# Marlon Jackson
Marlon David Jackson (Gary, 12 marzo 1957) è un cantautore, ballerino e coreografo statunitense. Membro della famiglia Jackson, ha fatto parte dei Jackson 5, poi rinominatisi "The Jacksons".

## Biografia
Marlon nacque a Gary, Indiana, il 12 marzo 1957 da Joseph e Katherine Jackson, sesto figlio della famiglia Jackson. Suo fratello gemello Brandon morì a 24 ore dalla nascita. Entrambi erano prematuri di alcune settimane.
Frequentò la scuola Cal Prep di Encino, California, e si diplomò nel 1975.

## Carriera

### Carriera con i Jackson 5/Jacksons
Quando Marlon era ancora un bambino i suoi fratelli maggiori Jackie, Tito e Jermaine formarono un gruppo musicale che prese il nome di "The Jackson Brothers". Marlon e suo fratello minore Michael presto vi si unirono, inizialmente come percussionisti, dando vita ai Jackson 5.
Durante i primi anni di attività Marlon riscontrò delle difficoltà sia nel cantare che nei passi di danza. Mentre a Michael tutto ciò veniva in maniera più spontanea, a Marlon toccò lavorarci più duramente. Grazie alla sua perseveranza riuscì comunque ad ottenere ottimi risultati come cantautore, produttore e, soprattutto, come ballerino (divenne il coreografo principale di molti dei brani interpretati dalla band e l'inventore di diversi loro passi, come il " Funk Shovel" e il "Jackson Point Dance"). Tra i Jacksons veniva chiamato "the dancingest" ("quello che balla di più").
Anche se l'attrazione principale del gruppo erano Michael e Jermaine, ciascuno degli altri fratelli interpretava varie canzoni come voce solista principale.
La voce di Marlon è ben udibile in brani come Feelin' Alright, Little Bitty Pretty One e Corner of the Sky. Ebbe un ruolo maggiormente prominente nell'album del 1973 G.I.T.: Get It Together, soprattutto alla fine del brano Mama I Gotta Brand New Thing (Don't Say No).
In seguito, un contenzioso con la Motown Records portò il gruppo ad abbandonare l'etichetta discografica e a firmare un nuovo contratto, più remunerativo e che lasciava più spazio alla loro indipendenza creativa, con la Epic Records nel 1976, cambiando nome in "The Jacksons" per questioni di marchio.
Contemporaneamente Jermaine lasciò la band, avviando una carriera solista presso la Motown e venendo rimpiazzato dal fratello minore Randy.
Tutti i componenti da quel momento assunsero un ruolo più attivo nella loro musica e Marlon andò ad occupare il posto di voce principale in tutte quelle vecchie canzoni che con i Jackson 5 erano state interpretate da Jermaine.
Nei primi album della nuova formazione Marlon fu la voce principale in Strength of a Man e in Man of War.
Gli album Destiny e Triumph riportarono i fratelli in cima alle classifiche di musica pop. In chiusura a Triumph Marlon duetta con il fratello Michael nella canzone Give It Up.
Il ritorno di Jermaine nel gruppo nel 1983, dopo l'esibizione al Motown 25, portò alla realizzazione dell'album Victory e al Victory Tour.
Per Victory Marlon scrisse, produsse e interpretò il singolo Body. Nel relativo videoclip guida una moto a capo di un gruppo di ballerini.
Nonostante il successo commerciale sia dell'album che del tour, alcuni problemi finanziari e varie discordie tra i fratelli portarono al collasso dei Jacksons come gruppo. Alla fine della tournée Michael annunciò la sua fuoriuscita e Marlon colse la famiglia di sorpresa quando un anno dopo fece altrettanto. I Jacksons rimasero dunque un quartetto composto da Jackie, Tito, Jermaine e Randy, ma in questa formazione la band pubblicò solo il suo ultimo album in studio, 2300 Jackson Street (Marlon e Michael, insieme alle sorelle Rebbie e Janet, parteciparono però al singolo omonimo estratto dal disco e al relativo video).
Marlon tornò sul palco con i fratelli nel 1997, quando i Jacksons furono ammessi alla Rock and Roll Hall of Fame.
Nel 2001 partecipò alla reunion dei Jacksons in occasione della celebrazione dei 30 anni di carriera del fratello Michael al Madison Square Garden.
Nel 2009 fu protagonista insieme a Jackie, Jermaine e Tito del reality show The Jacksons: A Family Dynasty, che seguiva la vita dei fratelli e i loro preparativi per un'ulteriore reunion.

### Carriera solista

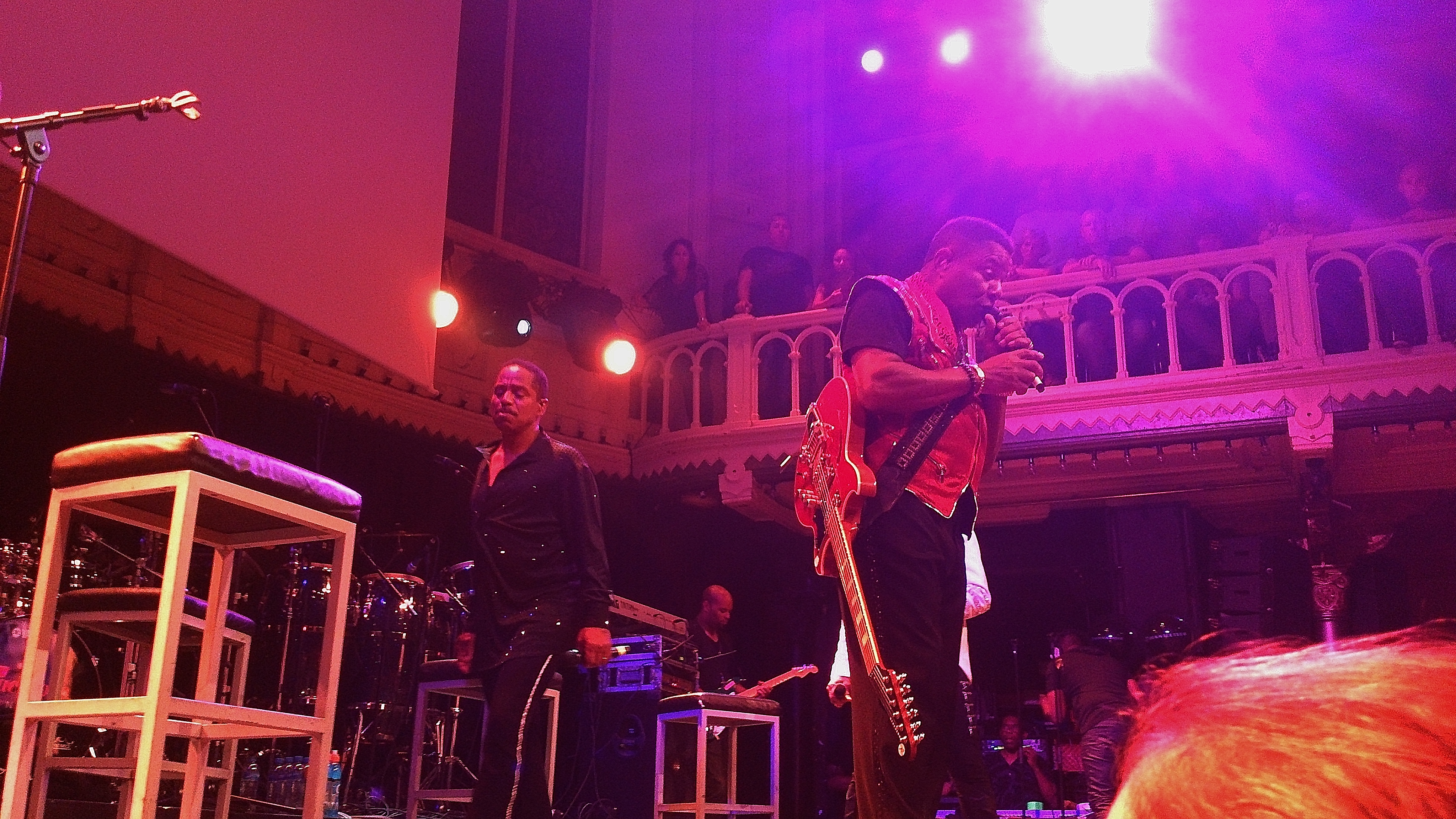
Marlon Jackson nel 2014

Nel 1987 Jackson pubblicò il suo primo album da solista, Baby Tonight, con l'etichetta Capitol Records, contenente il brano Don't Go, che conquistò la seconda posizione nella classifica dei singoli rhythm and blues di Billboard. Con questo brano partecipò anche al programma televisivo The Late Show, condotto da Arsenio Hall. L'album ottenne un buon successo, raggiungendo la ventiduesima posizione nella classifica rhythm and blues di Billboard e la seconda in quella dei singoli soul.
Dallo stesso disco fu estratto anche il singolo Baby Tonight.
Negli anni Ottanta collaborò alla realizzazione dei primi tre album in studio della sorella LaToya, La Toya Jackson (1980), My Special Love (1981) e Heart Don't Lie (1984) e al secondo della sorella Janet, Dream Street.
A differenza degli altri fratelli, dopo questa breve esperienza come cantante solista, intraprese una carriera al di fuori del mondo dello spettacolo, come agente immobiliare nel sud della California.
Divenne anche coproprietario del Black Family Channel, un canale via cavo concepito per fornire alla comunità nera programmi adatti a tutta la famiglia.

## Vita personale

### Matrimonio, figli e nipoti
Ad agosto del 1975 il diciottenne Marlon sposò Carol Ann Parker, conosciuta a New Orleans durante una delle tappe di un tour dei Jackson 5. Ebbero tre figli:
- Valencia Caroline Jackson (18 dicembre 1976);
- Brittny Shauntee Jackson (4 settembre 1978);
- Marlon David Jackson Jr. (23 settembre 1981).

Marlon e Carol hanno anche sei nipoti:
- i due da Valencia sono: Noah Laniak (18 agosto 2006) e Sophia Laniak (11 novembre 2007);
- i quattro da Brittny sono: Phoenix Sanchez (27 luglio 2010), Savanna Bella Sanchez (2 settembre 2011), Summer Blue Sanchez (27 agosto 2014) e Scout Brittny Sanchez (2 agosto 2018).

### Fratelli
In ordine di nascita:
1. Rebbie Jackson (29 maggio 1950), cantante solista e attrice
2. Jackie Jackson (4 maggio 1951), membro dei Jackson 5/Jacksons e cantante solista
3. Tito Jackson (15 ottobre 1953 - 15 settembre 2024), membro dei Jackson 5/Jacksons e cantante solista
4. Jermaine Jackson (11 dicembre 1954), membro dei Jackson 5/Jacksons e cantante solista
5. La Toya Jackson (29 maggio 1956), cantante solista e modella
6. Brandon Jackson (12 marzo 1957-12 marzo 1957), gemello di Marlon, morto poche ore dopo il parto
7. Michael Jackson (29 agosto 1958-25 giugno 2009), membro dei Jackson 5/Jacksons e cantante solista
8. Randy Jackson (29 ottobre 1961), ex membro dei Jacksons, ex membro dei Randy & the Gypsys e cantante solista
9. Janet Jackson (16 maggio 1966), cantante solista e attrice
10. Joh'Vonnie Jackson, (30 agosto 1974), sorellastra, figlia di secondo letto del padre

## Discografia

### Album in studio
| Titolo       | Dati album                                                                  | Posizione massima | Posizione massima              |
| Titolo       | Dati album                                                                  | Stati Uniti       | Rhythm and blues (Stati Uniti) |
| ------------ | --------------------------------------------------------------------------- | ----------------- | ------------------------------ |
| Baby Tonight | - Pubblicazione: luglio 1987 - Etichetta: Capitol Records - Formati: LP, CD | 175               | 22                             |

### Singoli
| (Let Your Love Find) The Chosen One                                          | 1986 | —  | The Golden Child: Music from the Motion Picture |
| Baby Tonight                                                                 | 1987 | 57 | Baby Tonight                                    |
| Don't Go                                                                     | 1987 | 2  | Baby Tonight                                    |
| "—" denota singoli non pubblicati in quel paese o non entrati in classifica. |      |    |                                                 |

### Collaborazioni
- 1980 - La Toya Jackson – La Toya Jackson (produttore)
- 1981 - My Special Love – La Toya Jackson (produttore)
- 1983 - Wright Back at You – Betty Wright (produttore)
- 1983 - Respect – Billy Griffin (produttore)
- 1984 - Heart Don't Lie – La Toya Jackson (produttore)
- 1984 - Dream Street – Janet Jackson (produttore)
- 1985 - We Are the World – USA for Africa[12] (corista)
- 1989 - 2300 Jackson Street – The Jacksons, Michael, Rebbie e Janet Jackson (corista)
- 2009 - The Jacksons: A Family Dinasty (protagonista e produttore insieme a Jackie, Tito e Jermaine Jackson)